# Cattedrale di San Francesco Saverio (Bangalore)
La cattedrale di San Francesco Saverio (in inglese: St. Francis Xavier's Cathedral) è la cattedrale dell'arcidiocesi di Bangalore e si trova nella città di Bangalore, in India.

## Storia
La chiesa di San Francesco Saverio è stata costruita nel 1851 dalla Società per le missioni estere di Parigi. A causa dell'enorme aumento della popolazione cattolica, la chiesa divenne inadeguata. Quindi nel 1911 fu posta la prima pietra per una nuova chiesa, inaugurata il 26 maggio 1932. Con l'erezione della diocesi di Bangalore il 13 febbraio 1940, la chiesa venne elevata a cattedrale. 
Nel 2009 sono state inaugurate due nuove cupole della facciata, realizzate in occasione di lavori di ristrutturazione ma già previste nel progetto originale della chiesa e mai realizzate per mancanza di fondi.